# Heinrich Franz Carl Billotte
Heinrich Franz Carl Billotte (Aquisgrana, 28 gennaio 1801 – 25 aprile 1892) è stato un pittore tedesco.

## Biografia
Figlio di Claude Billotte e Anne Elisabeth Bonn , divenne un esponente della scuola di pittura di Düsseldorf, oltre all'attività di pittore fu anche un restauratore.
La sua biografia fu redatta alcuni anni dopo la sua morte da Johannes Fey, nel 1897.